# Millennium Times Square New York
Il Millennium Times Square New York è un albergo, di proprietà Millennium & Copthorne, situato nei pressi di Times Square, New York City, tra la 145 West 44th Street con una hall "hallway" e ingresso aggiuntivo sulla West 45th Street.
Hilton Worldwide
M&CH possiede a Manhattan anche il Millennium Premier New York Times Square alla 133 West 44th Street, il Millennium Hilton New York One UN Plaza e il Millennium Hilton New York Downtown del distretto finanziario.

## Storia
L'hotel di 52 piani è stato inaugurato nel giugno 1990 come Macklowe Hotel, incorporando il fatiscente Hudson Theatre come sala conferenze, ed è stato di proprietà di Harry B. Macklowe fino al 1994. L'hotel è stato acquistato da Millennium & Copthorne Hotels nel 1994 – prendendo il nome di Millennium Broadway – insieme all'adiacente Hudson Theatre, che nel 2015 è stato poi ceduto in gestione all'Ambassador Theatre Group e riaperto nel 2017.
Dal 2019 al 2021 ha fatto parte della catena Hilton, e ha modificato il suo nome in Millennium Times Square New York.